# Уйбат
Уйба́т (хак. Уйбат) — река центральной части Южно-Минусинской котловины, левый приток реки Абакан (впадает в 53 км от устья). Длина — 162 км, площадь водосбора — 3420 км².
Исток — в 4 км к северо-востоку от горы Изых (юго-восточная часть Кузнецкого Алатау), устье — восточная окраина села Райков. Абсолютная высота истока — 1200 м, устья — 275 м. Водосборный бассейн имеет вытянутую форму с северо-запада на юго-восток. Абсолютные отметки территории колеблются от 500 до 1500 м. Лесистость водосбора около 75 %, заболоченность около 4 %. Долина реки извилистая, на дне выражена пойма и надпойменная терраса. Питание смешанное, преимущественно снеговое. Наблюдения за режимом реки проводятся с 1970 на гидрологическом посту станции Усть-Бюр. В годовом ходе водного режима выделяется весеннее половодье, летне-осенние дождевые паводки и летне-осенняя и зимняя межень. Средний многолетний расход воды в реке 2,12 м³/с. Используется для сельхозводоснабжения и рекреации.

## Притоки
км от устья
- 83 км: Ниня (Неня) (пр)
- 111 км: река без названия
- 124 км: Тибек (пр)
- 127 км: Бюря (лв)
- 141 км: Кискач (Хутала) (лв)
- 143 км: Катык (лв)
- Хузухсуг (пр)
- Нинелых (пр)

## Данные водного реестра
По данным государственного водного реестра России относится к Енисейскому бассейновому округу, водохозяйственный участок реки — Енисей от Саяно-Шушенского г/у до впадения реки Абакан, речной подбассейн реки — Енисей между слиянием Большого и Малого Енисея и впадением Ангары. Речной бассейн реки — Енисей.